# Il-Qrendi
Il-Qrendi, connue aussi comme Qrendi, est un petit village du sud-ouest de Malte. Située près de Mqabba et Żurrieq, on y trouve des temples néolithiques bien connus, nommés Mnajdra et Ħaġar Qim.

## Géographie
- Il-Maqluba est une doline d'une superficie d'environ 6 000 m2 située sur le territoire de la commune.

|             | L-Imqabba        |            |
| Is-Siġġiewi | Il-Qrendi        | Iż-Żurrieq |
|             | Mer Méditerranée |            |

## Patrimoine et culture

### Personnes notables
Francesco Buhagiar (1876-1934), ancien premier ministre, né à Qrendi.